# Arnold Spielberg
Arnold Meyer Spielberg (ur. 6 lutego 1917 w Cincinnati, zm. 25 sierpnia 2020 w Los Angeles) – amerykański elektrotechnik, stulatek. Był pracownikiem General Electric, dla którego m.in. projektował komputery. Ojciec reżysera Stevena Spielberga.

## Życiorys
Był synem Rebekki i Samuela Spielbergów, żydowskich imigrantów z Ukrainy. W 1945 poślubił Leah Posner (1920–2017). Małżeństwo zakończyło się rozwodem w 1966. Para miała czworo dzieci; syna Stevena, uznanego reżysera filmowego oraz trzy córki, Anne, Nancy i Sue.
Był laureatem prestiżowej nagrody w branży informatycznej Computer Pioneer Award (2006).
6 lutego 2017 obchodził 100. urodziny.